# Milik
Milik (dawniej Mikowa, Ukr.. Милик) – wieś w Polsce położona w województwie małopolskim, w powiecie nowosądeckim, w gminie Muszyna.
Wieś lokowana w 1574 r.. Wieś biskupstwa krakowskiego w powiecie sądeckim w województwie krakowskim w końcu XVI wieku. W latach 1975–1998 miejscowość administracyjnie należała do województwa nowosądeckiego.

## Położenie
Milik położony jest w dolinie uchodzącego do Popradu (jako jego prawy dopływ) potoku Milik. Z wszystkich stron otoczony jest wzniesieniami należącymi do Pasma Jaworzyny w Beskidzie Sądeckim: Zapała 639 m, Piotrusina 645 m, Prehyba 573 m, Skała 769 m, Za Wierch 707 m, Mikowa Góra 638 m, Łysówka 617 m.

## Części wsi
| SIMC    | Nazwa        | Rodzaj    |
| ------- | ------------ | --------- |
| 0454824 | Niżny Koniec | część wsi |
| 0454830 | Środek       | część wsi |
| 0454847 | Wyżny Koniec | część wsi |

## Historia
30 lipca 1391 r. król Władysław Jagiełło przekazał biskupowi krakowskiemu Janowi Radlicy tzw. Państwo muszyńskie, w skład których oprócz Muszyny wchodziło jeszcze 11 wsi, w tym i Andrzejówka.
Milik powstał może nieco później niż w XIV w. – raczej w XV, wspomina go Jan Długosz (w testamencie Piotra Wyżgi, starosty czorsztyńskiego). W 1575 r. biskup krakowski Franciszek Krasiński nadał Teodorowi – sołtysowi z Andrzejówki – przywilej na lokację wsi na prawie wołoskim wzdłuż potoku Milik i na grunt dla księdza prawosławnego (poświętne). Synowie owego Teodora, Jan i Ignacy, uzyskali w 1596 r. potwierdzenie przywileju, a w 1770 w sporze z sołtysami tej wsi Jakubem Cichańskim i innymi prezbiter Konstanty Miejski wygrał przed biskupem Kajetanem Sołtykiem poświętne w szerszych granicach, jakie parochom od 1639 r. przysługiwało.
W czerwcu 1770 r. wojska austriackie wkroczyły na Sądecczyznę, odcinając ją „kordonem sanitarnym” od reszty ziem Rzeczypospolitej. Milik wraz z całą południową Małopolską włączony został do Cesarstwa Austriackiego. W wyniku reform józefińskich w latach 80. XVIII w. muszyńskie dobra biskupów krakowskich uległy sekularyzacji.
W granicach Cesarstwa prowincjonalny Milik nie wyróżniał się niczym z grona biednych, łemkowskich wsi. Jeszcze w wydanym w 1919 r. „Ilustrowanym przewodniku po Galicyi (...)” Mieczysław Orłowicz opisał go krótko: Milik (45 km), ruska wioska nad Popradem z kilku niewyzyskanymi źródłami mineralnymi.

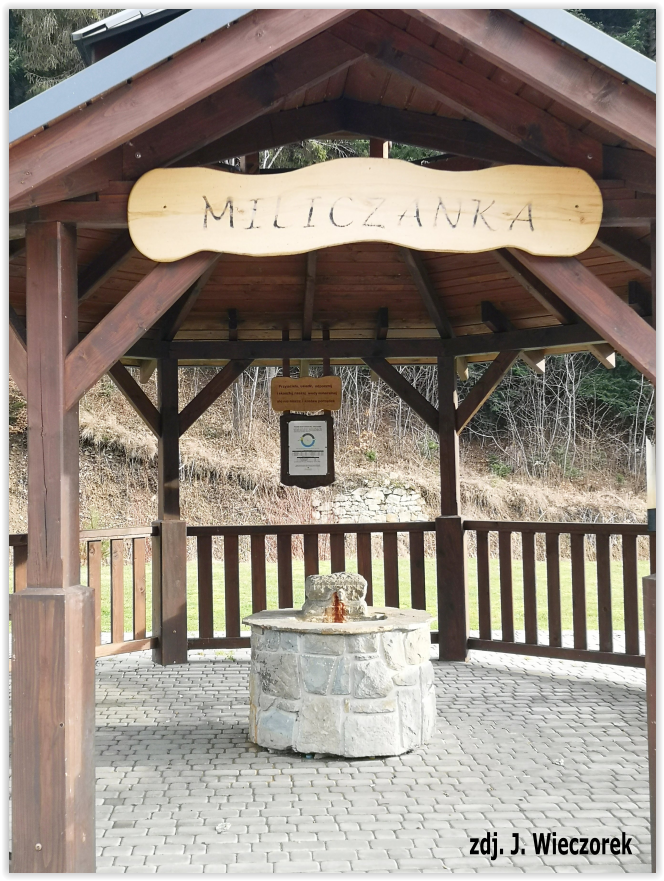
Źródło wody mineralnej "Miliczanka"

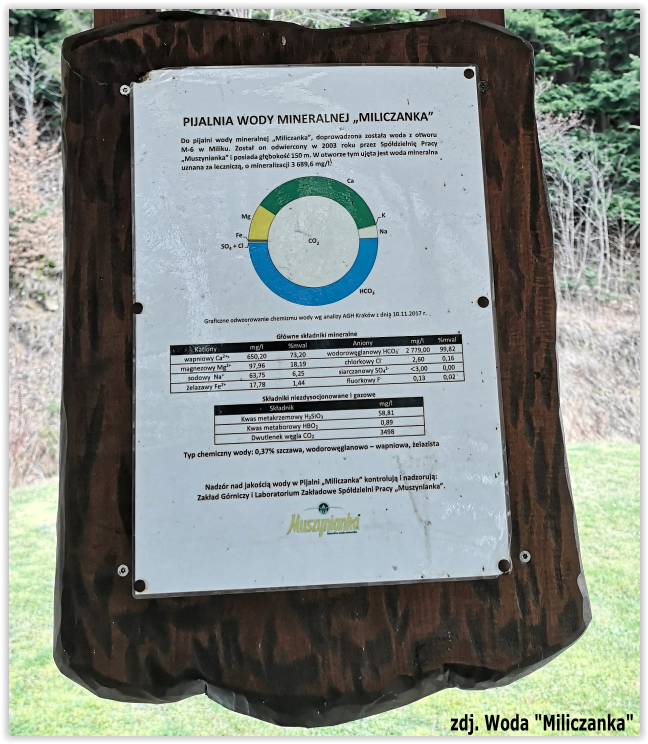
Woda mineralna "Miliczanka"

W 1813 r. po gwałtownych opadach wody wezbranego potoku zniosły cerkiew w Miliku. Jeszcze w tym samym roku nieco powyżej, na terenie cmentarza parafialnego, parafianie wystawili nową świątynię. Milik, jak również sąsiednia Andrzejówka, były pierwotnie prawie jednolite wyznaniowo: w 1884 r. łączna liczba mieszkańców obu wsi wynosiła 1034, z czego było tylko 10 „łacinników” i 7 rodzin żydowskich, a resztę stanowili grekokatolicy. Po wysiedleniu w latach 1945–1948 ludności łemkowskiej do Milika przybyła głównie ludność rzymskokatolicka. Pierwsza parafia rzymskokatolicka dla Milika i Andrzejówki powstała w Miliku w 1951 r., a pierwszym proboszczem był ks. Czesław Kozdroń (zm. w 1972 r.). Zabezpieczył on i wyremontował obie splądrowane po wojnie cerkwie, a także wybudował w Miliku nową plebanię.

## Zabytki
Obiekt wpisany do rejestru zabytków nieruchomych województwa małopolskiego.
- Cerkiew, obecnie kościół parafialny pw. św. Kosmy i św. Damiana.

Drewniana cerkiew z 1813 r. z zachowanym pełnym wyposażeniem. Milik był pierwotnie filią parafii greckokatolickiej w Andrzejówce, a według przypuszczeń pierwsza cerkiew mogła w nim powstać już w 1575 r. Prawdopodobnie już w 1639 r. biskup krakowski Jakub Zadzik erygował w Miliku odrębną parafię greckokatolicką (w innych źródłach można spotkać informację, że Milik stał się odrębną parafią dopiero w XVIII w.). Stara cerkiew stała poniżej obecnego kościoła, zapewne w miejscu dzisiejszej plebanii nad potokiem. W 1801 r. osobne do tej pory parafie greckokatolickie Andrzejówki i Milika połączone zostały unią personalną. Siedzibą parafii stał się Milik, a pierwszym proboszczem „milickim i andrzejowskim” został ks. Gabriel Żegiestowski (1780–1835).

## Demografia
W XVII w. Milik szybko się rozwijał, przerastając liczbą ludności i zamożnością macierzystą Andrzejówkę. Pod koniec tego stulecia w Miliku na 17 łanach siedziało 40 kmieci, co daje liczbę mieszkańców na poziomie 200–250. W 1884 r. Milik liczył 591 mieszkańców. Liczba ta systematycznie wzrastała aż do blisko 950 pod koniec II wojny światowej.
Pod koniec XIX w. przybrała na sile emigracja zarobkowa: stała (głównie do Ameryki) i sezonowa (na Dolne Węgry). W latach 1908–1913 na emigracji przebywało stale 15-18% mieszkańców wsi.
W 1945 r. w wyniku pierwszej fali wysiedleń do ZSRR Milik opuściła większość rodzin łemkowskich (pozostało jedynie 7-8 rodzin). Resztę ludności łemkowskiej wysiedlono przymusowo w toku przeprowadzonej w 1947 r. akcji „Wisła”. Pomimo iż już od 1945 r. na opuszczone gospodarstwa połemkowskie zaczęli napływać polscy osadnicy, rekrutujący się głównie spośród najbiedniejszych rodzin z okolic Piwnicznej, Szczawy i Kamienicy, spowodowało to drastyczny i długotrwały spadek liczby ludności wsi, która w 2009 r. ledwo osiągnęła stan sprzed 100 lat (patrz niżej).
W 1921 r. spośród 699 mieszkańców 28 było wyznania rzymskokatolickiego, 651 greckokatolickiego i 20 mojżeszowego. Narodowość polską zadeklarowało 35 osób, rusińską 655 i żydowską 9.
Ludność według spisów powszechnych, w 2009 r. według PESEL.
| Rok    | 1900 | 1921 | 1931 | 2002 |
| Liczba | 120  | 117  | 141  | 118  |

| Zwierzęta | Konie | Bydło | Owce | Świnie |
| Liczba    | 18    | 389   | 163  | 53     |

## Ochotnicza straż pożarna
We wsi istnieje od 1947 roku jednostka ochotniczej straży pożarnej. W 2000 r. wybudowano garaże bojowe oraz wyposażono w nowoczesny sprzęt, posiada samochód bojowy Ford Transit.